# 林子溪
林子溪（公司田溪），為一位於台灣新北市淡水區的獨立水系，發源於大屯山西側，經楓樹湖、泉州厝、林子、崁頂、大庄埔，於港子坪南側注入台灣海峽。幹流長度13.50公里，流域面積24.32平方公里。

## 歷史
臺灣約於清領以後，漢人開墾足跡漸向北部發展，而淡水成為移民入臺的主要登陸地，至清末更成為主要出口地區。淡水公司田地名由來有二，一是因西元1642年荷蘭人殖民台灣，以淡水為主要據點，並開始了荷蘭東印度公司的貿易在此地的開墾，故以「公司」命名；二則因為當時漢人移民居住及開墾之農耕區聚集於溪流旁，而移民形成的貿易團體稱「公司」，便將此地以「公司田」為名，溪流則為「公司田溪」。清末淡水聚落對外聯絡道路中的「基隆淡水道」，南為淡水街，北至老梅莊，是從淡水地區到北部各區域的主要運輸道路，而途中穿越之公司田溪不僅串通南北，更可往西通至沿海聚落，故可想見公司田溪橋架設的必要性。
但經由現為中央研究院台灣史研究所翁佳音研究員於大臺北古地圖考釋/第四章認為以第二項之由來較據考證意義。